# 이기석 (외교관)
이기석(1960~)은 대한민국의 전직 외교관이다.

## 생애
1960년 출생이다. 대한민국 외교부에 1987년1월 입부하여 2020년6월에 정년퇴직하였다. 7급 영사직 출신으로는 처음 고위외무공무원 가등급(1급) 대사로 임명되었으며, 2016년 5월 주수단 대한민국 대사관 특명전권대사로 발령받았다.